# Łoś
Łoś (prononciation : [wɔɕ]) est un village polonais de la gmina de Prażmów dans le powiat de Piaseczno de la voïvodie de Mazovie dans le centre-est de la Pologne.
Il se situe à environ 5 kilomètres au nord de Prażmów (siège de la gmina), 11 kilomètres au sud-ouest de Piaseczno (siège du powiat) et à 27 kilomètres au sud de Varsovie (capitale de la Pologne).
Le village compte approximativement une population de 370 habitants en 2007.

## Histoire
De 1975 à 1998, le village appartenait administrativement à la voïvodie de Varsovie.